# Anzing
Anzing ist eine Gemeinde im oberbayerischen Landkreis Ebersberg.

## Geographie

### Lage
Die Gemeinde befindet sich im Norden des Landkreises Ebersberg, rund 22 Kilometer östlich der Landeshauptstadt München, 18 Kilometer südlich von Erding und 14 Kilometer von Ebersberg entfernt.
Markt Schwaben liegt im Norden, im Westen die Gemeinden Poing und Vaterstetten, Forstinning liegt östlich. Im Südosten befindet sich der Ebersberger Forst, dessen nördlicher Teil wird als Anzinger Forst bezeichnet.

### Gemeindegliederung
Es gibt 19 Gemeindeteile (in Klammern ist der Siedlungstyp angegeben):
- Anzing (Pfarrdorf)
- Auhofen (Einöde)
- Boden (Einöde)
- Froschkern (Weiler)
- Frotzhofen (Dorf)
- Garkofen (Weiler)
- Heilig Kreuz (Weiler)
- Höggerloh (Einöde)
- Kaisersberg (Einöde)
- Köppelmühle (Einöde)
- Lindach (Dorf)
- Mauerstetten (Einöde)
- Obelfing (Dorf)
- Oberasbach (Weiler)
- Ranharting (Einöde)
- Ried (Einöde)
- Seeweber (Weiler)
- Staudach (Einöde)
- Unterasbach (Weiler)
- Ziegelstadel (Weiler)

Mindestens bis 1970 war auch die Anzinger Sauschütt ein Gemeindeteil der Gemeinde. Sie war als Exklave vom gemeindefreien Gebiet Anzinger Forst umgeben. Danach wurde das Gebiet des inzwischen abgerissenen Forsthauses dem Anzinger Forst zugeschlagen. Seit 2011 sind Froschkern, Lindach, Unter- und Oberasbach in unserem Flächennutzungsplan als Dorfgebiet und nicht mehr als Außenbereiche festgelegt. Im Mai 2025 wurde Seeweber als eigenständiger Ortsteil eingeführt.

### Natur
Das folgende Schutzgebiet berührt das Gemeindegebiet:
- Landschaftsschutzgebiet Schutz des Ebersberger Forstes im Landkreis Ebersberg als LSG (LSG-00354.01)

## Geschichte

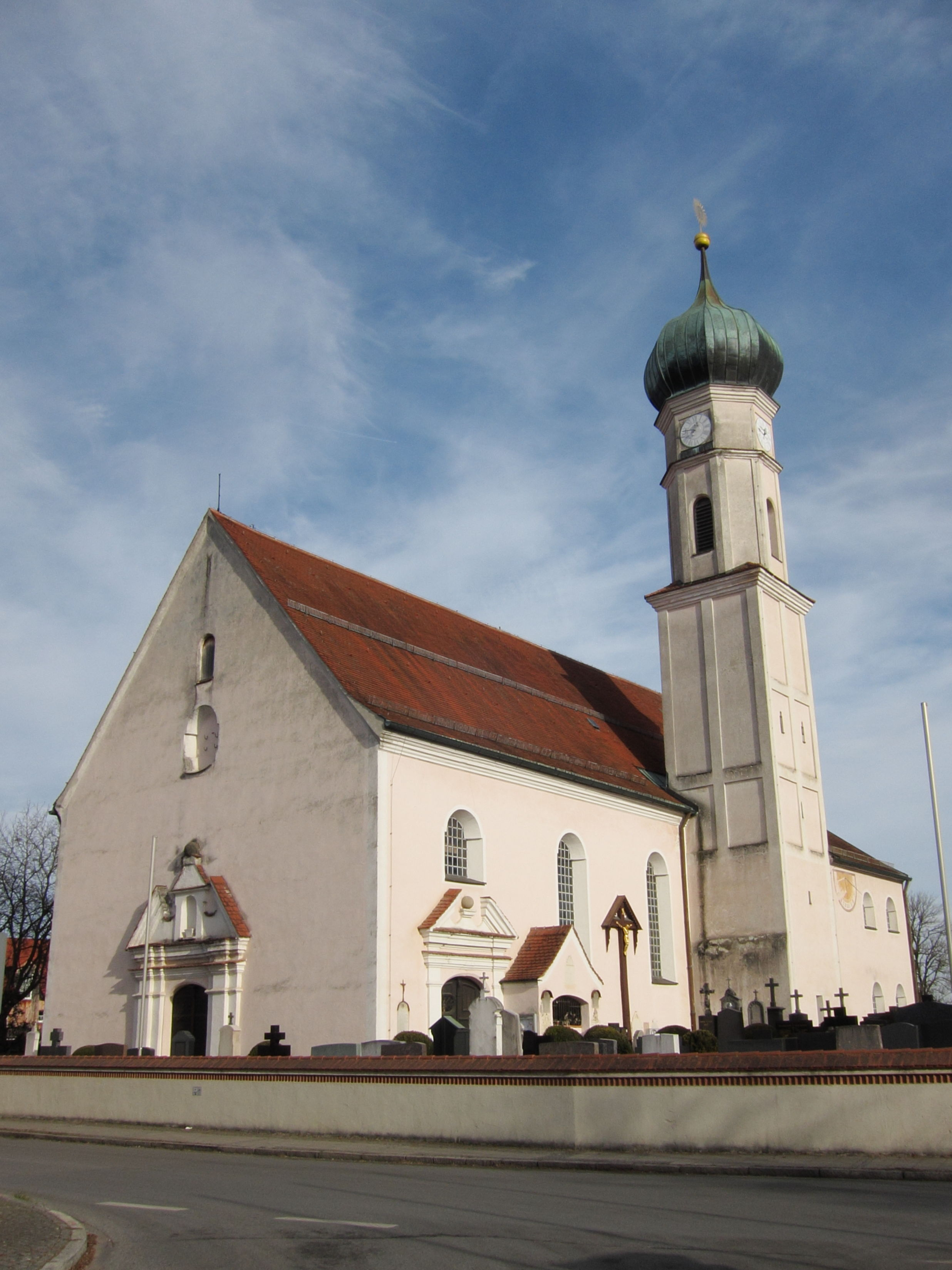
Kirche von Anzing

Ein Hammer aus der Jungsteinzeit ist einer der ältesten Funde auf dem Gebiet von Anzing, der auf eine Besiedlung schließen lässt. 2012 fand man ein Skelett, das auf die Zeit um 2000 vor Christus datiert wurde. Aus der Bronzezeit stammen ein Dolch und ein Armreif. Von den Römern stammt eine Statuette des Bacchus, die man in Obelfing fand.
Am 23. April 812 erfolgte die erste urkundliche Erwähnung „in loco anzinga“. Die Urkunde ist das Testament des Kirchendieners Suuidhart in dem er eine Schenkung an das Freisinger Hochstift tätigt:

„Da ich, der Diakon Suuidhart, im Namen Gottes nachdenke und auf mein zukünftiges Leben bedacht bin, auf daß meine Seele im ewigen Leben ein wenig Trost verdiente, habe ich deswegen an die allzeit selige Jungfrau Maria mein persönliches Erbgut im Orte Anzing, welches mir meine Mutter Kerlind als mir zugehöriges Erbteil hinterlassen hat, übergeben, das ist: einen Hof mit Haus und allen Gebäulichkeiten sowie den häuslichen Gerätschaften und die Hälfte der abgegrenzten Grundstücke, welche zu ebendiesem Hause dazugehörigen, und auch sechs unfreie im Hause und vier gut zur Dienstleistung ausgestattete Hofstätten.“

Zwei Adelsgeschlechter spielten in Anzing eine Rolle: Die Sonderndorfer und die Höger. Erstmals wurden die Sonderndorfer/Sunderndorfer 1180 in einer Schenkungsurkunde an Ebersberg erwähnt. „Sunderndorf“ bedeutet in etwa „südliches Dorf“ und eben im südlichen Teil Anzings hatten sie vermutlich bis 1621 ihren Sitz. Entsprechend wird der Ortsteil noch heute teilweise als „Unterdorf“ bezeichnet. Die Sunderndorfer gelten als die Bauherrn der ersten Marienkirche Anzings.
1322 war Anzing der Sammelpunkt des Heeres von Ludwig dem Bayern vor der Schlacht bei Mühldorf. Nach der Schlacht kehrte der siegreiche Kaiser nach Anzing zurück. Es ist nicht gesichert, dass der Anzinger Kaiserberg seinen Namen von Ludwig bekam.
1676 wurden die aus einer Münchner Handelsfamilie stammenden Franz Benedikt und Hans Benno Höger vom Kurfürsten Ferdinand Maria in den Adelsstand erhoben. Von 1633 bis 1783 hatte die Familie ihren Sitz in Anzing. Das Högerische Schloss mit Graben und Brücke stand am heutigen Westrand des Ortes. Daneben wurden die Höger-Kapelle errichtet und ein Schlößl am Kaisersberg.
Die heutige katholische Pfarrkirche Mariä Geburt wurde von 1677 bis 1681 erbaut und beherbergt im Turm ein fünfstimmiges Bronzegeläute in Tonfolge cis1 – e1 – fis1 – gis1 – h1.
1705 war der Posthalter Kaspar Hirner (Hörner) während des Spanischen Erbfolgekrieges Verbindungsmann zwischen den Bauern im Unterland und im Oberland. Die Unterländer wollten sich am Aufstand gegen die Österreicher beteiligen, erreichten aber zu spät Oberbayern. Als sie von den Geschehnissen bei der Sendlinger Mordweihnacht erfuhren, machten sie kehrt. Der österreichische General Georg Friedrich von Kriechbaum erfuhr von der Arbeit Hirners und erließ Haftbefehl gegen ihn. In einer Nacht wurde er gefangen und sollte abgeführt werden. Er behauptete, sein Pferd sei gestürzt, so dass er sich verletzte und nicht laufen könne. Er hinkte tatsächlich und die mit Branntwein sorglos gemachten Husaren glaubten ihm. Hirner gab vor, er müsse sein ebenfalls hinkendes Pferd kontrollieren und stieg ab. Hirner hatte vorab aber sein Pferd absichtlich zu fest bandagiert. Jetzt löste er die Bandagen, sprang aufs Pferd und gab ihm die Sporen. Die überraschten Husaren verloren ihn, als Hirner in den Wald mit den Worten flüchtete: „An schöna Gruass an General Kriechbam!“ Hirners Flucht war erfolgreich, denn 1720 wird er als Besitzer der Wolfmühle genannt.
Der Ort gehörte zum Rentamt München und zum Landgericht Schwaben. Im Zuge der Verwaltungsreformen wurde Anzing 1818 eine selbständige politische Gemeinde im Königreich Bayern.
Nach dem Zweiten Weltkrieg kamen auch nach Anzing zahlreiche Flüchtlinge aus den ehemaligen deutschen Ostgebieten. Ihre Unterbringung gestaltete sich als schwierig. Die alliierten Besatzungskräfte organisierten die Verteilung der Flüchtlinge auf die einheimischen Familien.

### Einwohnerentwicklung
Zwischen 1988 und 2018 wuchs die Gemeinde von 3102 auf 4429 um 1327 Einwohner bzw. um 42,8 %.

## Politik

### Gemeinderat
Der Gemeinderat besteht aus der ersten Bürgermeisterin und 16 Gemeinderatsmitgliedern. Die Gemeinderatswahl am 15. März 2020 führte zu folgendem Stimmenergebnis und der daraus folgenden Sitzverteilung:

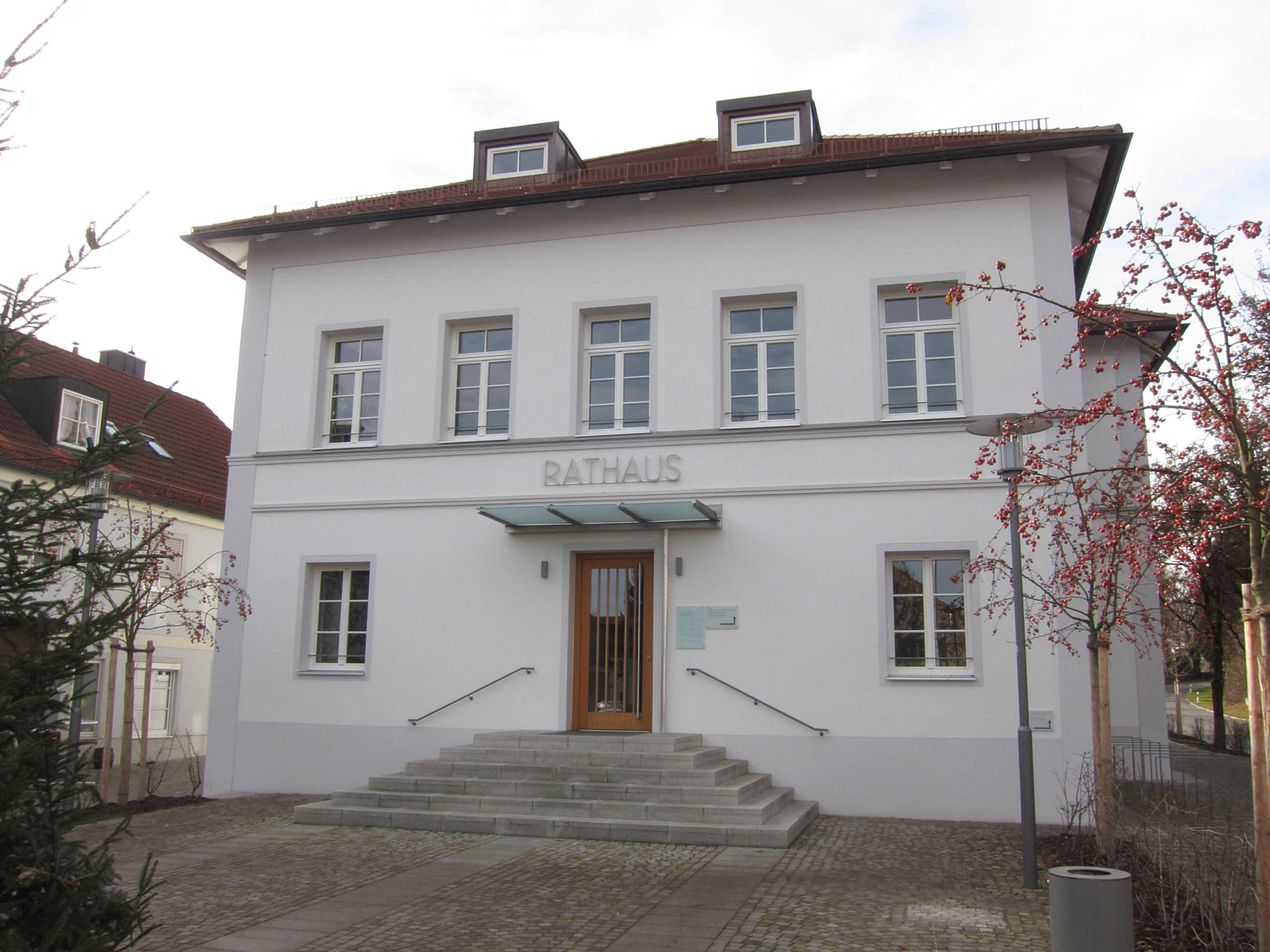
Rathaus Anzing

| Partei / Liste                                | Stimmenanteil | Sitze |
| Christlich-Soziale Union (CSU)                | 39,17 %       | 6     |
| Bündnis 90/Die Grünen                         | 22,30 %       | 4     |
| Sozialdemokratische Partei Deutschlands (SPD) | 15,21 %       | 2     |
| Unabhängige Bürgergemeinschaft Anzing (UBA)   | 23,32 %       | 4     |
| Wahlbeteiligung: 62,67 %                      |               |       |

### Bürgermeisterin
Erste Bürgermeisterin ist Kathrin Alte (CSU). Bei der Kommunalwahl 2020 erhielt sie 66,65 % der gültigen Stimmen. Sie ist zusätzliches Mitglied des Gemeinderats.

### Wappen
| | Blasonierung: „Das Wappen zeigt auf goldenem Grund einen aus dem unteren Schildrand wachsenden, rot bewehrten, schwarzen Löwen, darüber zwei schräg gekreuzte blaue Lilienstäbe.“ |
| Wappenbegründung: Das Anzinger Wappen ist eine Kombination der Wappen der alten Adelsgeschlechter Anzings. Die Lilienstäbe stammen vom Sunderndorfer Wappen, der schwarz-rote Löwe vom Wappen der Höger. Das Wappen wurde erst am 15. März 1967 nach einem Entwurf des Heraldikers C. Blessing vom Bayerischen Innenministerium genehmigt. | |

## Verkehr
Die A 94 führt durch den Norden des Gemeindegebiets mit der Anschlussstelle AS10 Anzing. Die Kreisstraße EBE 5 (ehemals Bundesstraße 12) führt als Münchener Straße nach Westen über den Neufarner Berg zum Vaterstettener Ortsteil Neufarn. Der Flughafen München liegt etwa 34 Kilometer nördlich.

## Religion
In Anzing befindet sich die katholische Kirche Mariä Geburt, die zum Pfarrverband Anzing-Forstinning gehört. Außerdem gibt es im Gemeindegebiet die Hofkapelle in Heilig Kreuz, die Högerkapelle in Anzing, die Kapelle in Froschkern, die Lindseekapelle in Anzing (in der Nähe zu Purfing) und die Lourdeskapelle in Garkofen. Die St.-Laurentius-Kirche in Purfing ist eine Filialkirche der Mariä Geburt in Anzing.
Die evangelische Gemeinde in Anzing ist zur Philippuskirche in Markt Schwaben zugehörig.

## Persönlichkeiten
- Ernst Klinger (1900–1962), Maler von Porträts, Stillleben und Landschaften, in den 1930er Jahren im Stil der Neuen Sachlichkeit[13]
- Joseph Loher (1907–2002) und Gretel Loher-Schmeck (1907–2003), Künstlerpaar, das viele Jahre in Frotzhofen lebte[14]
- Sepp Maier (* 1944), ehemaliger Torwart und Torwarttrainer des FC Bayern München und der deutschen Nationalmannschaft, lebte früher in Anzing und bekam deswegen den Spitznamen die Katze von Anzing.
- Bärbel Narnhammer (* 1948), ehemalige bayerische Landtagsabgeordnete (SPD)
- Sabine Saphörster-Heimbach (* 1962), Journalistin und Ministerialbeamtin, war Mitglied des Gemeinderats von Anzing
- Katja Wildermuth (* 1965), Intendantin des Bayerischen Rundfunks, aufgewachsen in Anzing